# Changbai
Changbai, tidigare stavat Changpai, är ett autonomt härad för koreaner som lyder under Baishans stad på prefekturnivå i Jilin-provinsen i nordöstra Kina.
Orten är belägen intill staden Hyesan i Nordkorea.